# Gyromitra infula
Gyromitra infula (Jacob Christian Schäffer, 1774 ex Lucien Quélet, 1886), sin. Physomitra infula (Jacob Christian Schäffer, 1774 ex Émile Boudier, 1907), din încrengătura Ascomycota în familia Helvellaceae și de genul Gyromitra este o ciupercă comestibilă, saprofită, denumită în popor mitra episcopului. Ea se poate găsi în România, Basarabia și Bucovina de Nord, dezvoltându-se în grupuri mici sau solitar, în mod predominant pe lemn putred de conifere, în păduri de conifere aflate în zone umede, peste calcar și piatră de silicați, pe lângă molizi și pini, dar, de asemenea sub vreascuri, pe defrișări sau arsuri vechi, apărând mai ales în regiuni montane, din septembrie până noiembrie (decembrie). Uneori pare să crească pe sol, în realitate substratul este un putregai de conifere amestecat cu pământ.

## Descriere

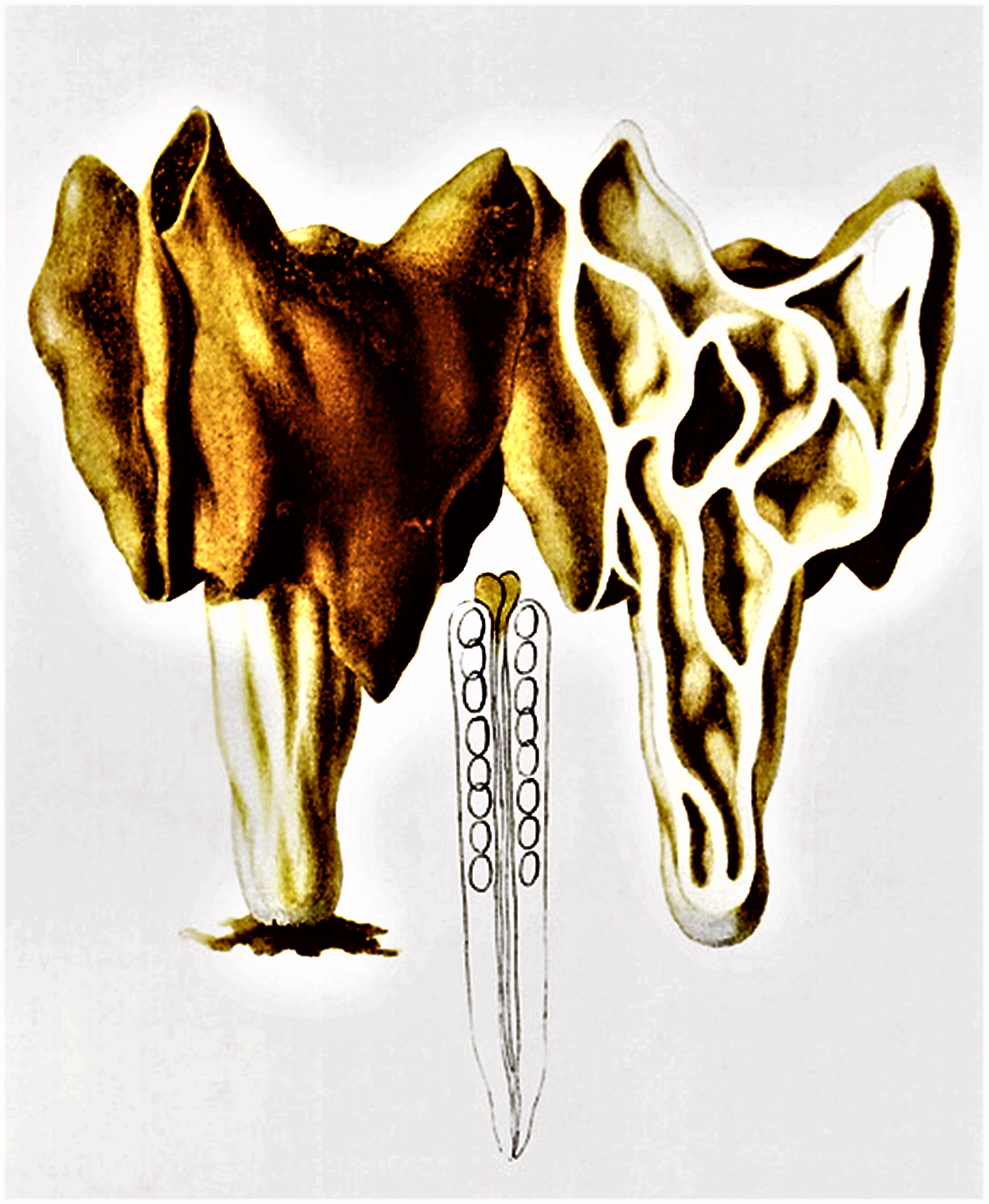
Bres.: Helvella infula

- Corpul fructifer: are o lungime de 5-8 (10) cm și o înălțime de 4-6 (8) cm. Apotecile sunt pedunculate, partea fertilă circulară este neîncrețită dar răsucită și ondulată, constând aproape mereu din 2-3 (4) lobi mari de forme neregulate. Are un aspect caracteristic de mitră/mitre. Stratul producător de spori se află pe suprafața cu aspect ceva unsuros, coloritul variază de la ruginiu până la brun închis, adesea brumat violaceu. Pălăria este deseori lipită de picior.
- Piciorul: are o înălțime de 6-12 (15) cm și o grosime de 1,5-3,5 cm, este brumat sau fin granulat la suprafață, destul de evident, cilindric sau ușor îndoit, la bază îngroșat și încrețit. Coloritul este gri-albui, nu rar cu tonuri roșiatice, chiar violacee. S-au găsit deja exemplare cu o lungime totală a ciupercii de până la 30 cm.
- Carnea: este albicioasă până rozalie, ceroasă și fragilă, dar ceva mai tare, puțin pieloasă în picior. Mirosul este în tinerețe proaspăt și plăcut fiind de gust foarte savuros.
- Caracteristici microscopice: are spori netezi, hialini (translucizi), elipsoidali până fusiformi, cu o picătură de ulei la fiecare capăt, având o mărime de 18-22 x 8-10 microni. Pulberea lor este de culoare albă. [4][5]

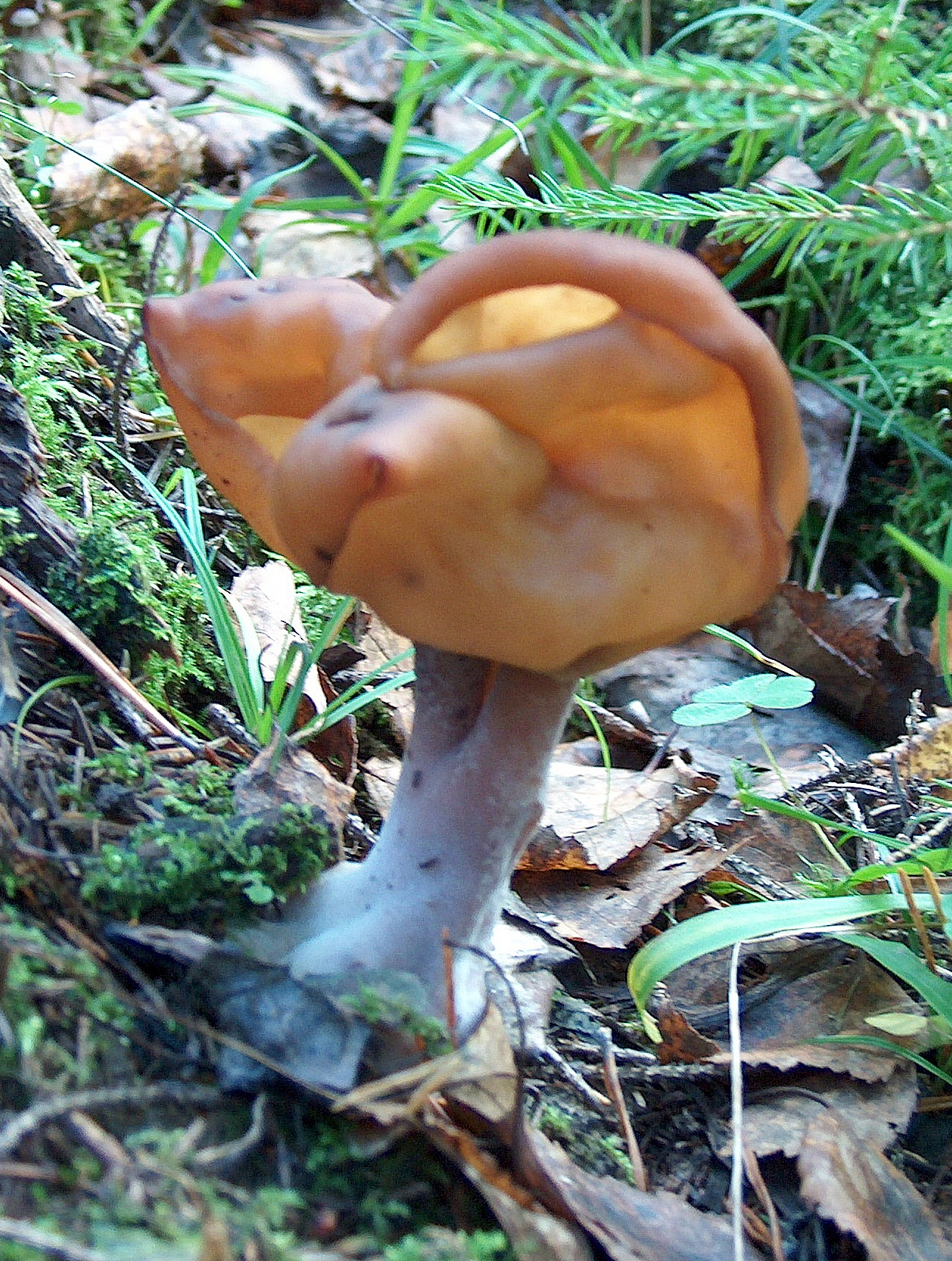
G. infula tânără
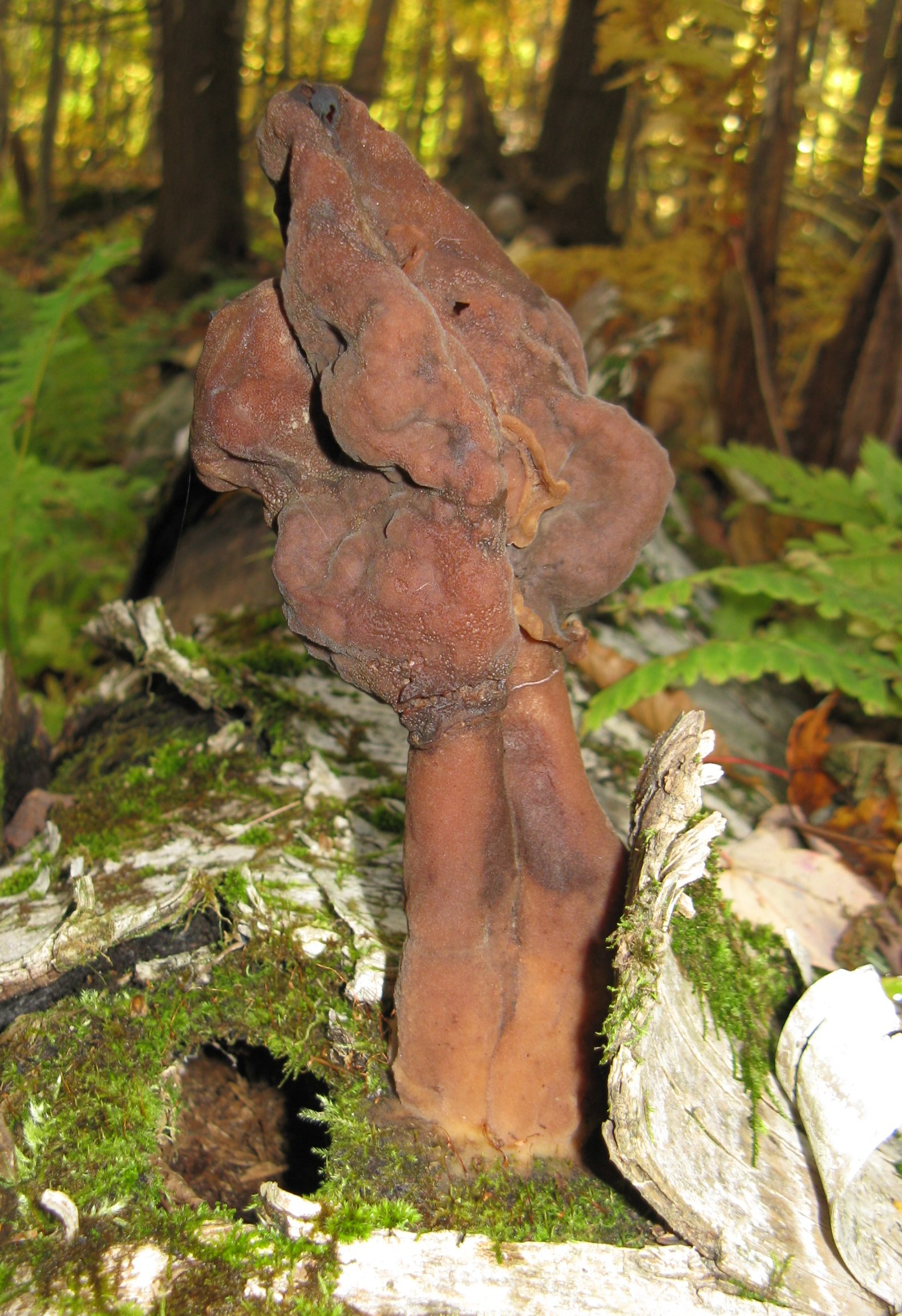
G. infula bătrână
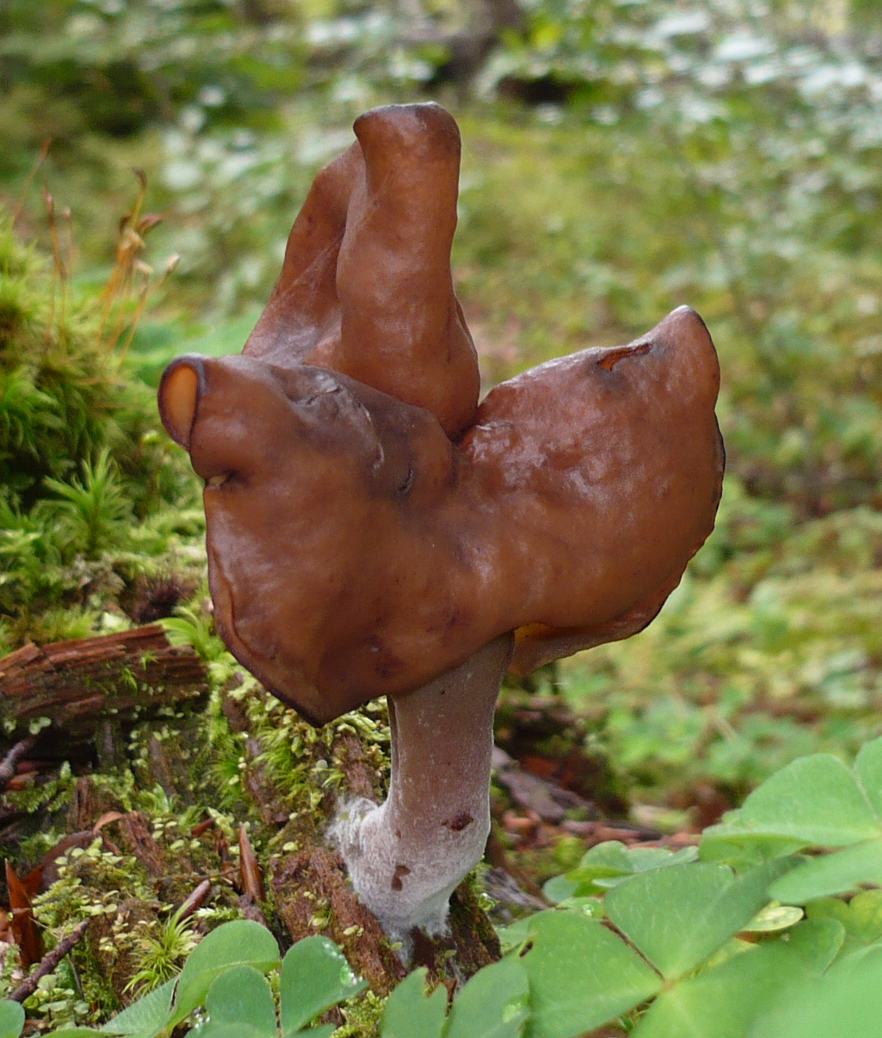
G. infula, formă excentrică 1
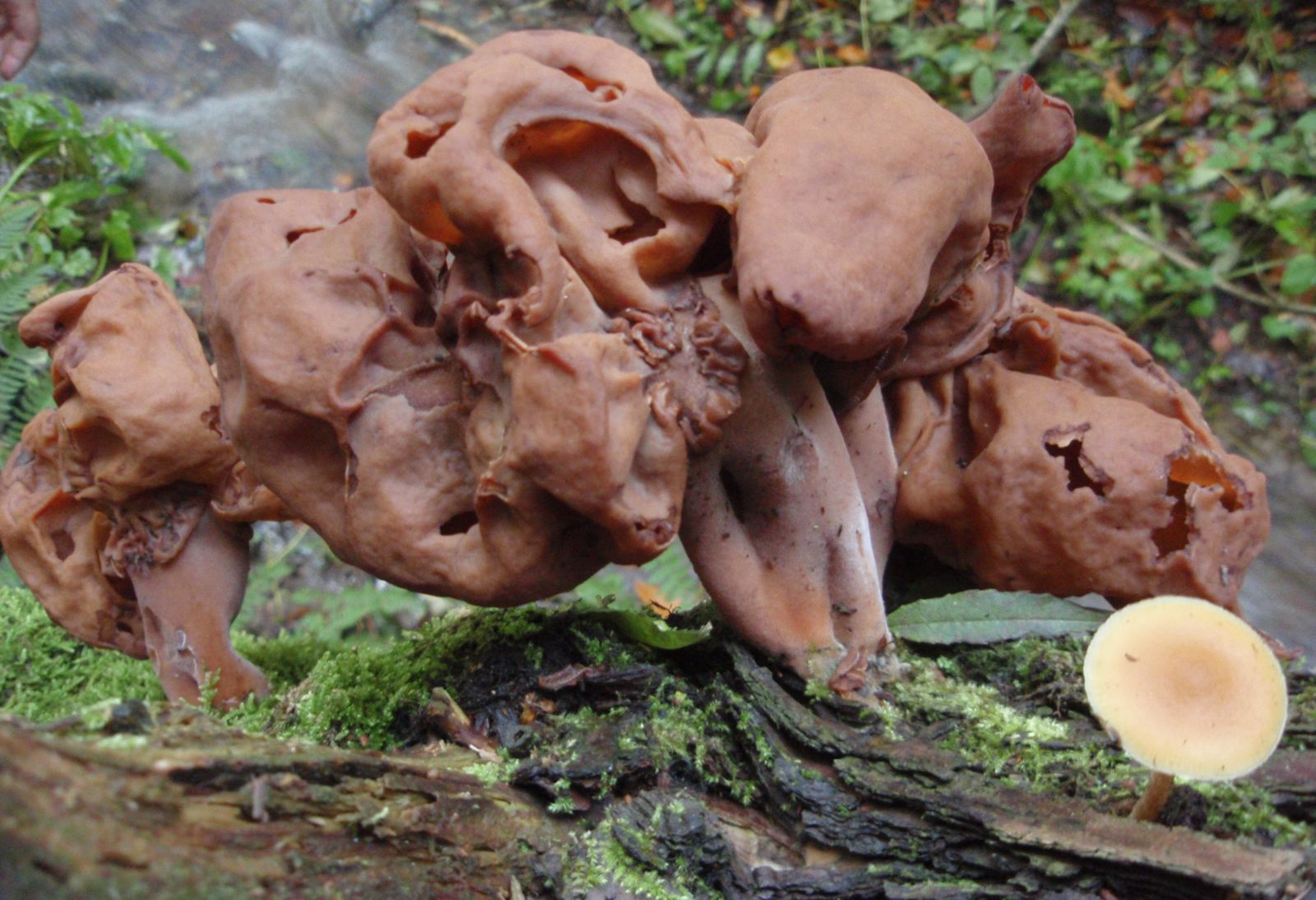
G. infula, formă excentrică 2

## Confuzii
Mitra tomnatică poate fi confundată cu specii asemănătoare, ca de exemplu:  Gyromitra ambigua (otrăvitoare), Gyromitra fastigiata (comestibilitate restrânsă), Helvella acetabulum (comestibilă), Helvella crispa (comestibilă), Helvella elastica (comestibilă), Helvella ephippium (necomestibilă), Helvella fusca (comestibilă), Helvella monachella (comestibilă), Helvella lacunosa (comestibilă), Helvella pityophila (comestibilitate restrânsă), Helvella solitaria sau Helvella spadicea.

## Specii asemănătoare

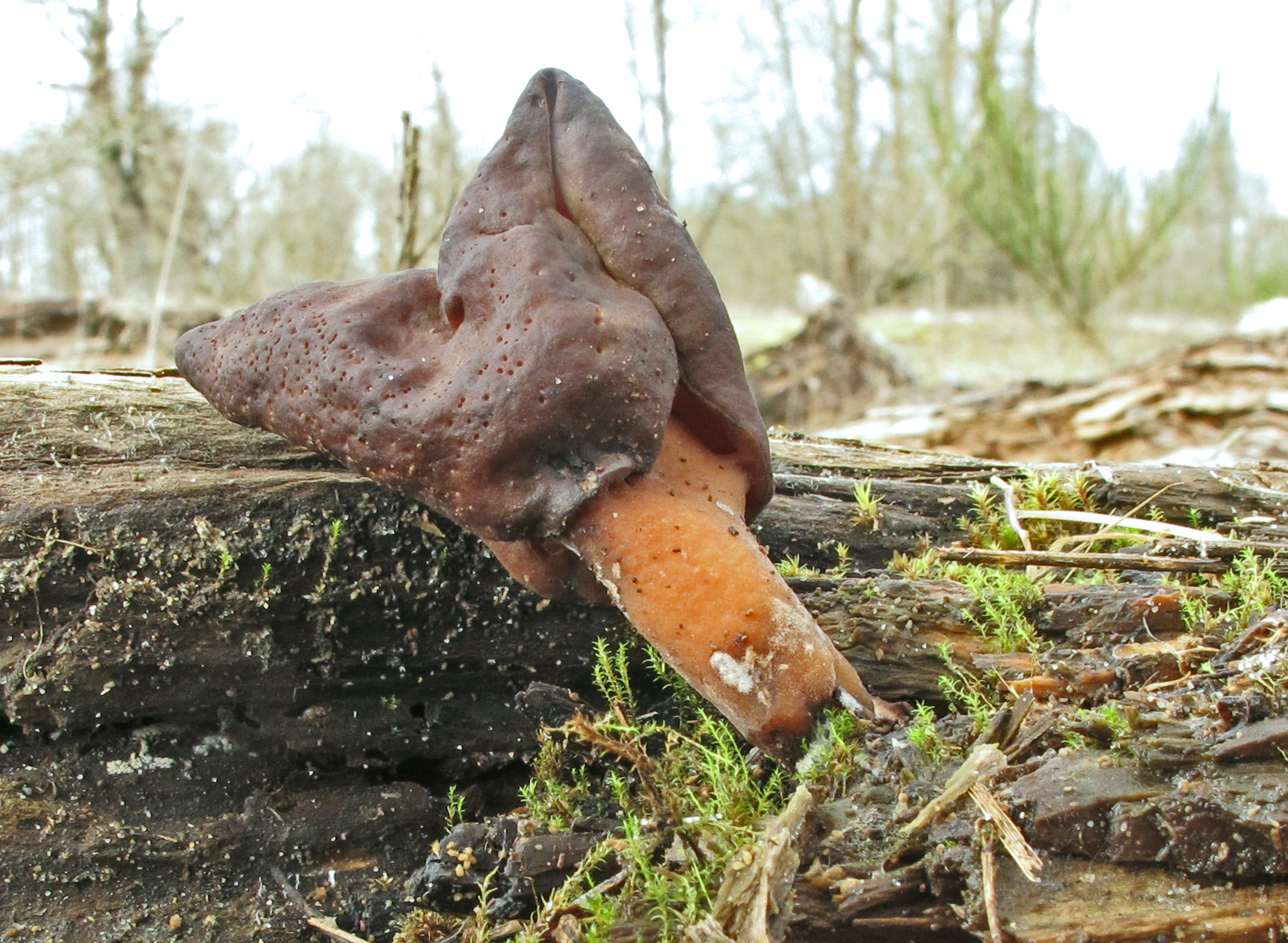
!!Gyromitra ambigua!!
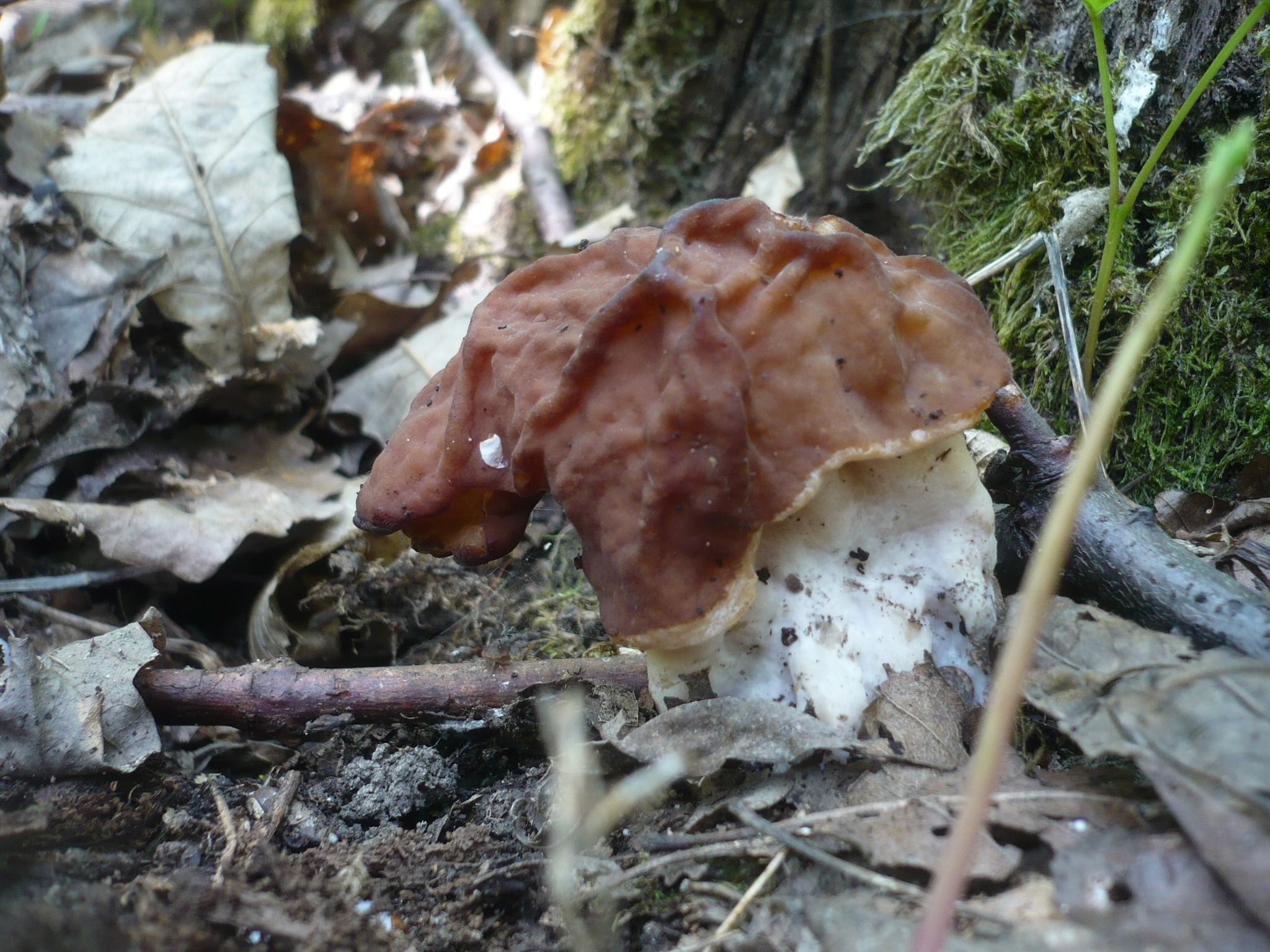
Gyromitra fastigiata
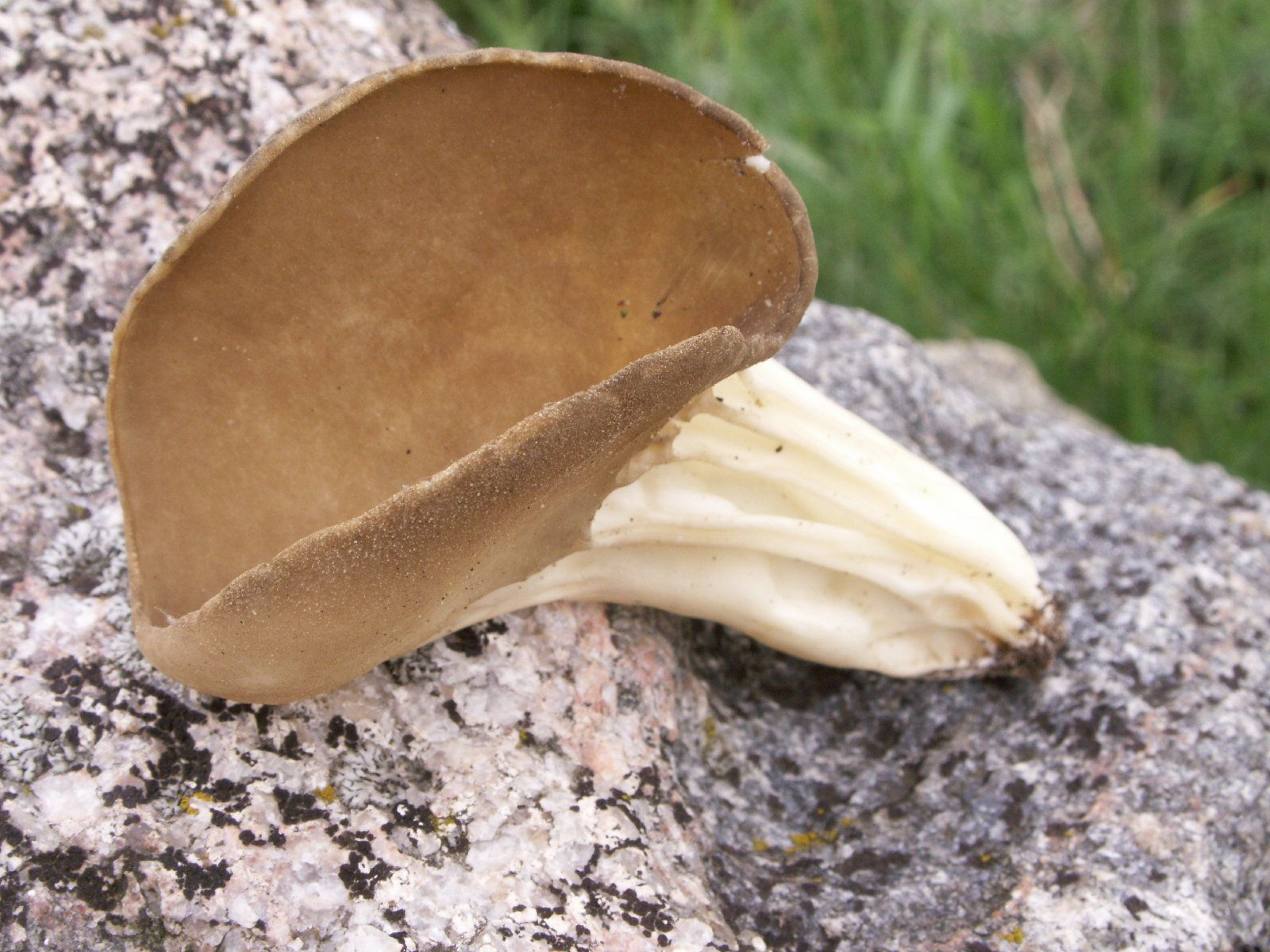
Helvella acetabulum
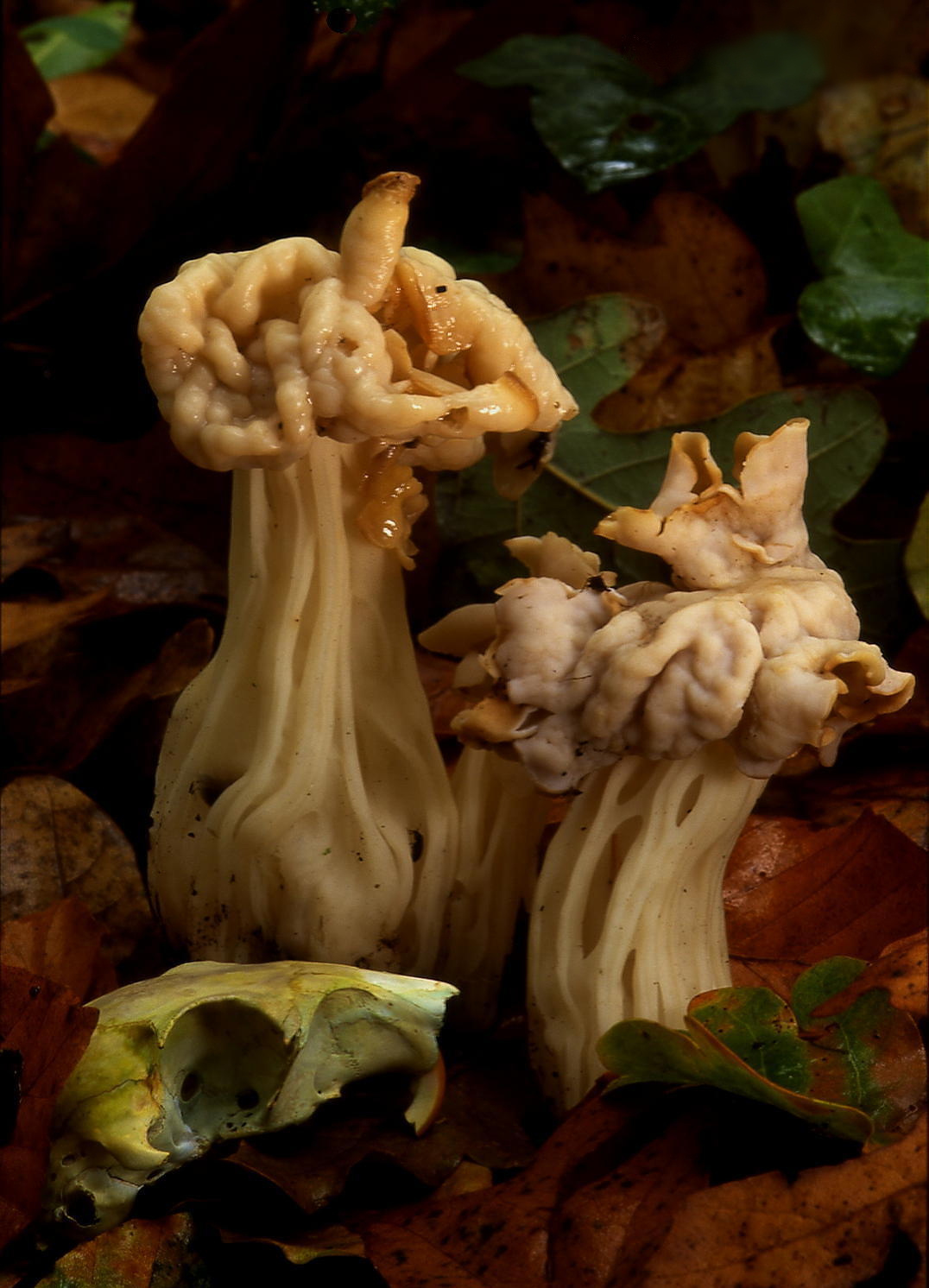
Helvella crispa

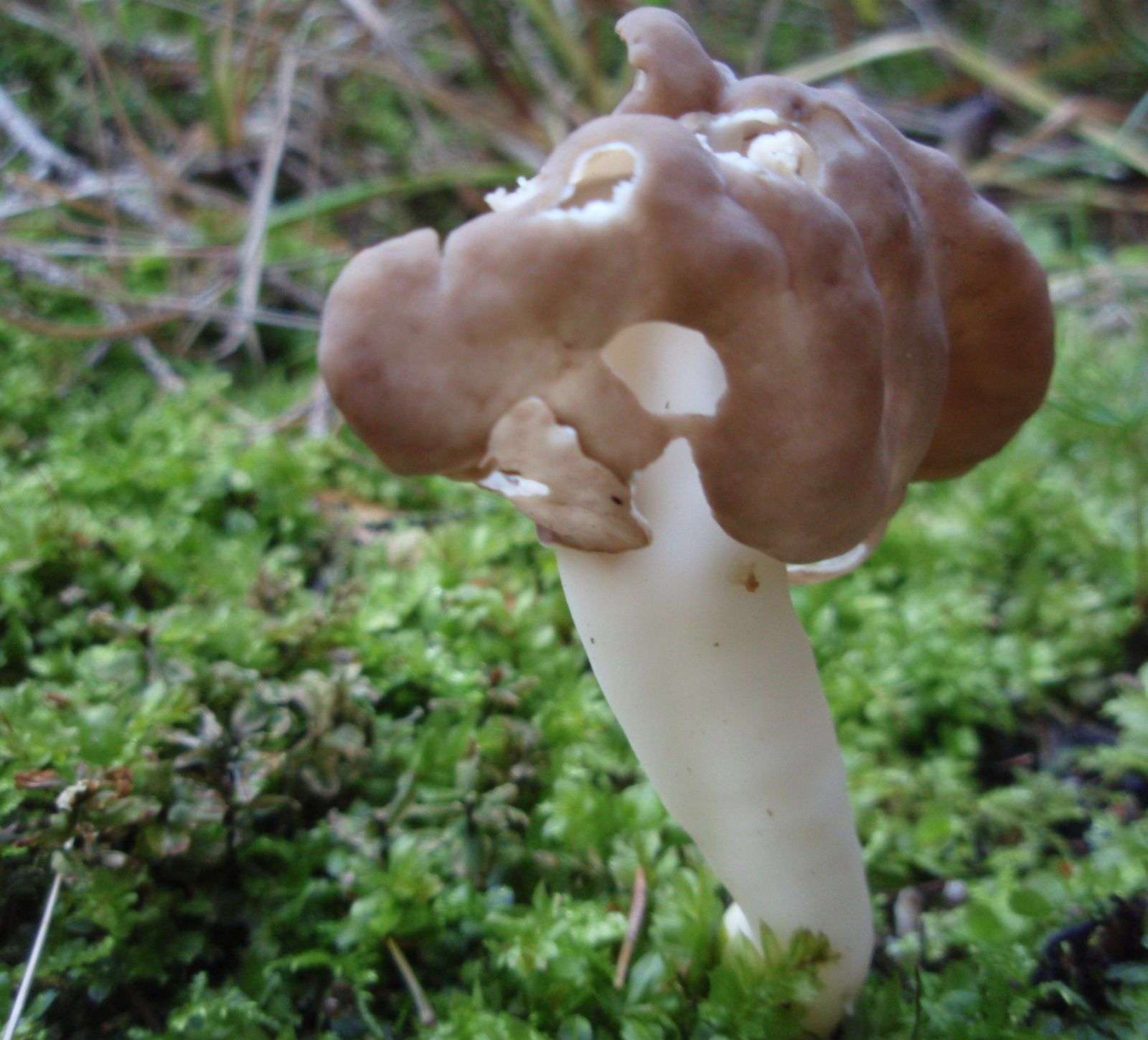
Helvella elastica
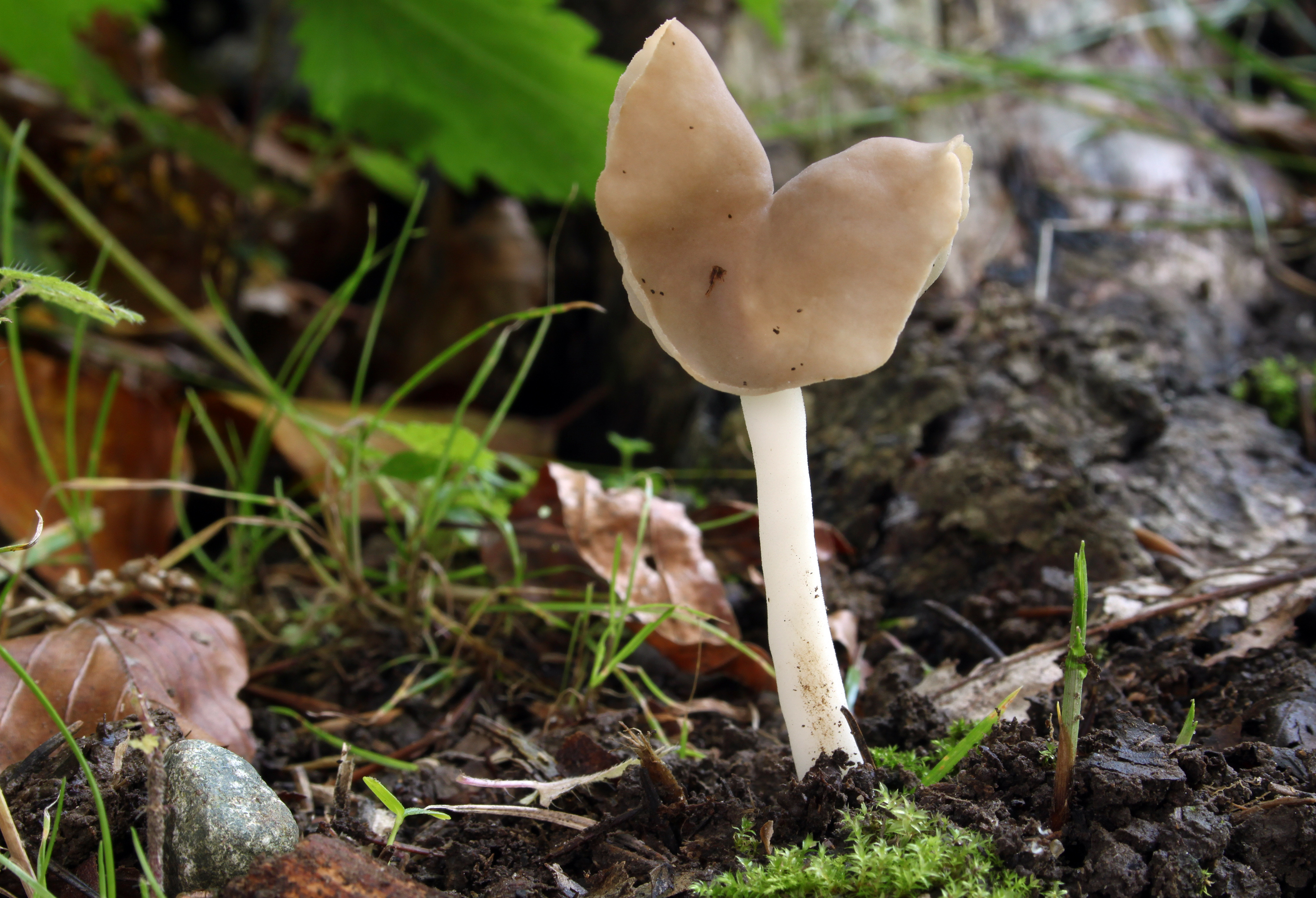
!Helvella ephippium!
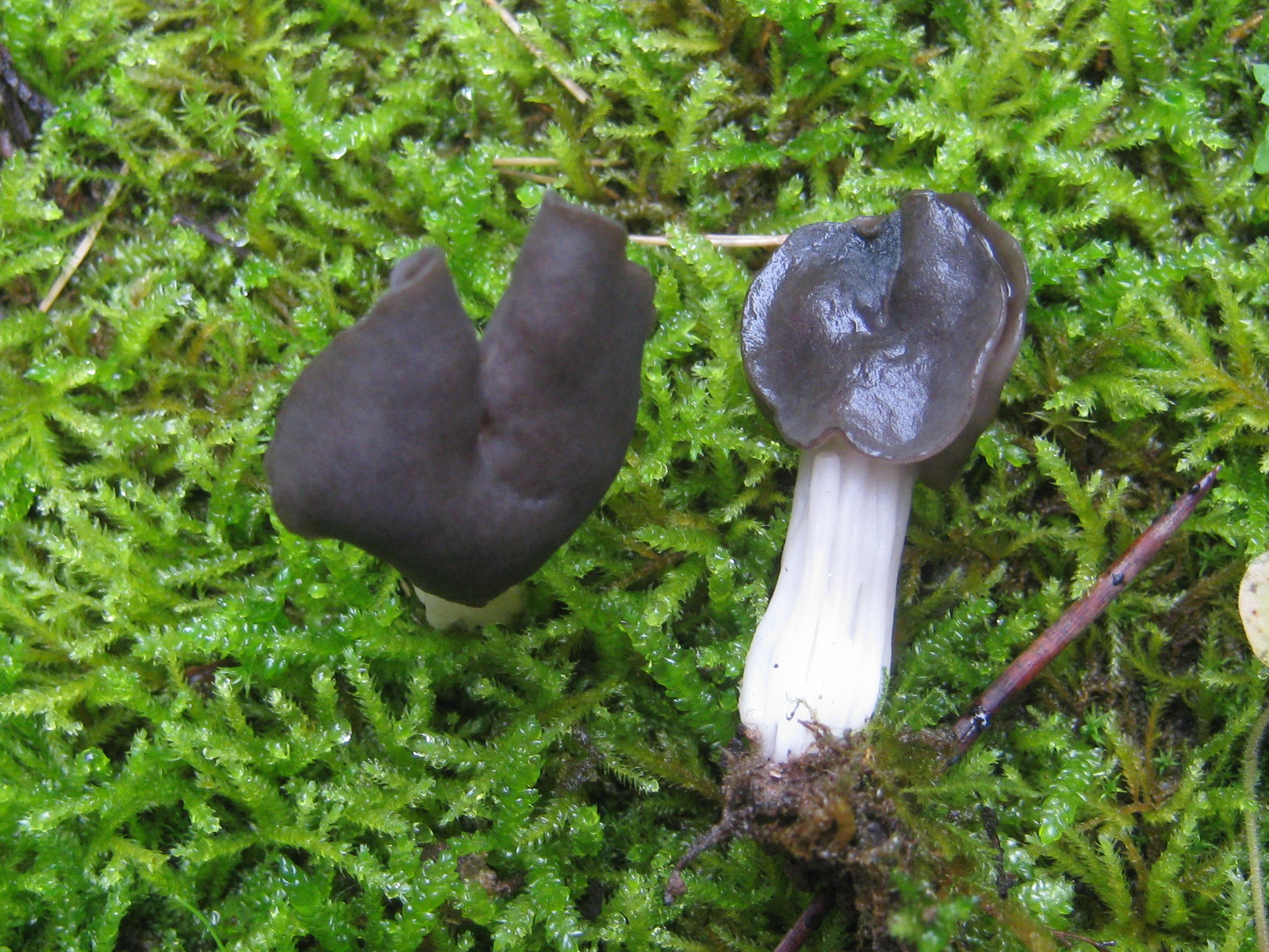
Helvella fusca
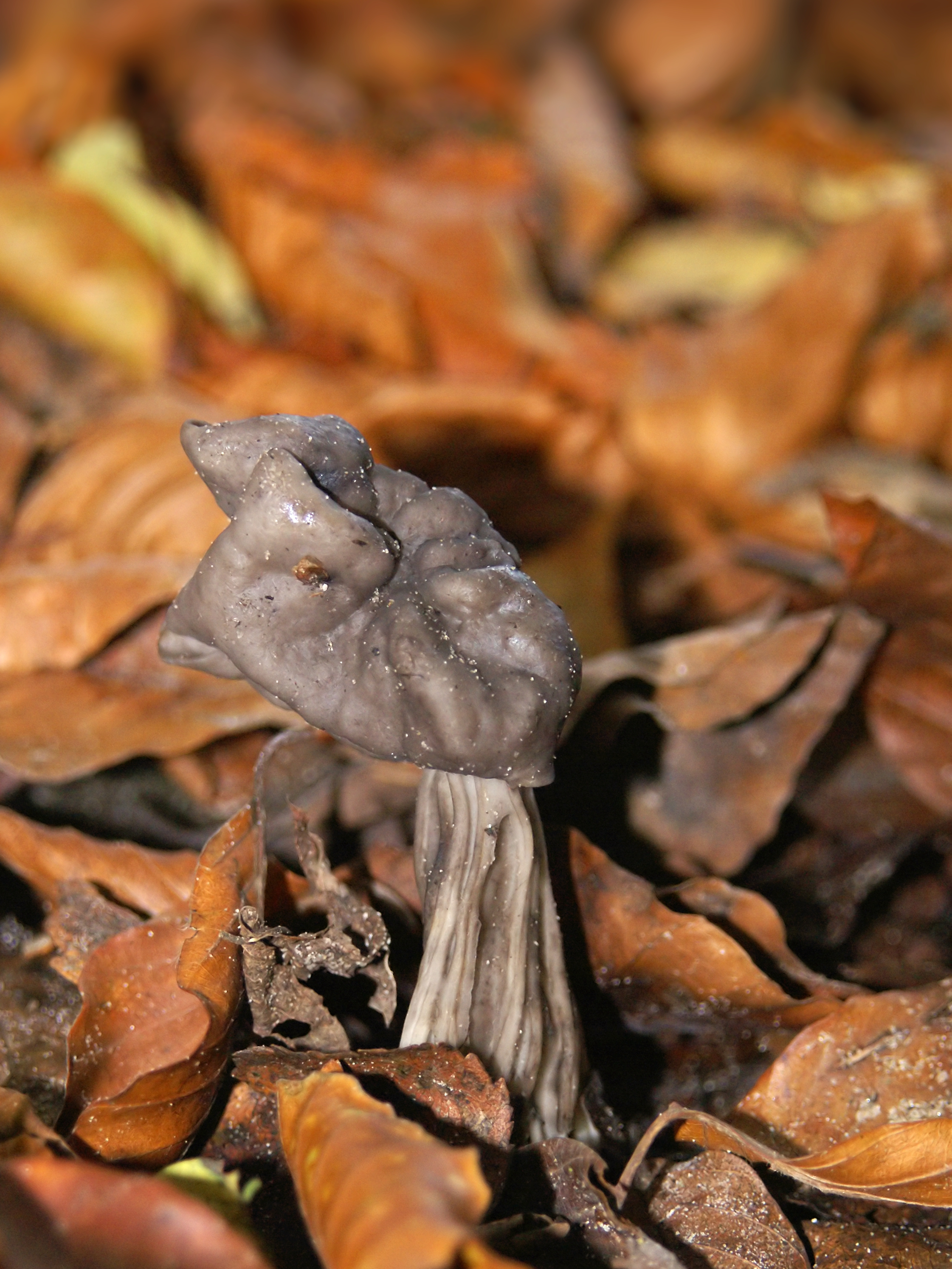
Helvella lacunosa

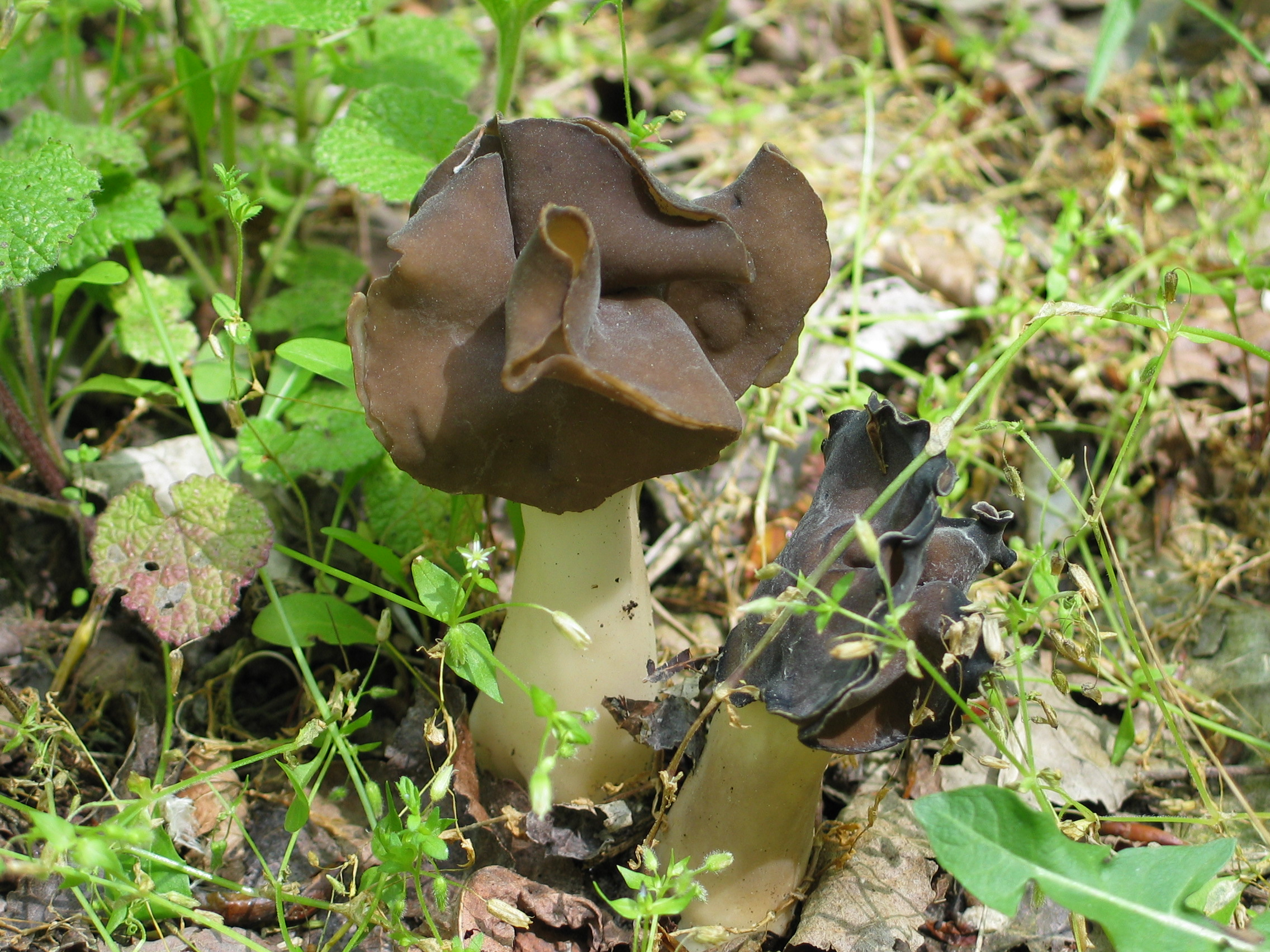
Hellvella monachella
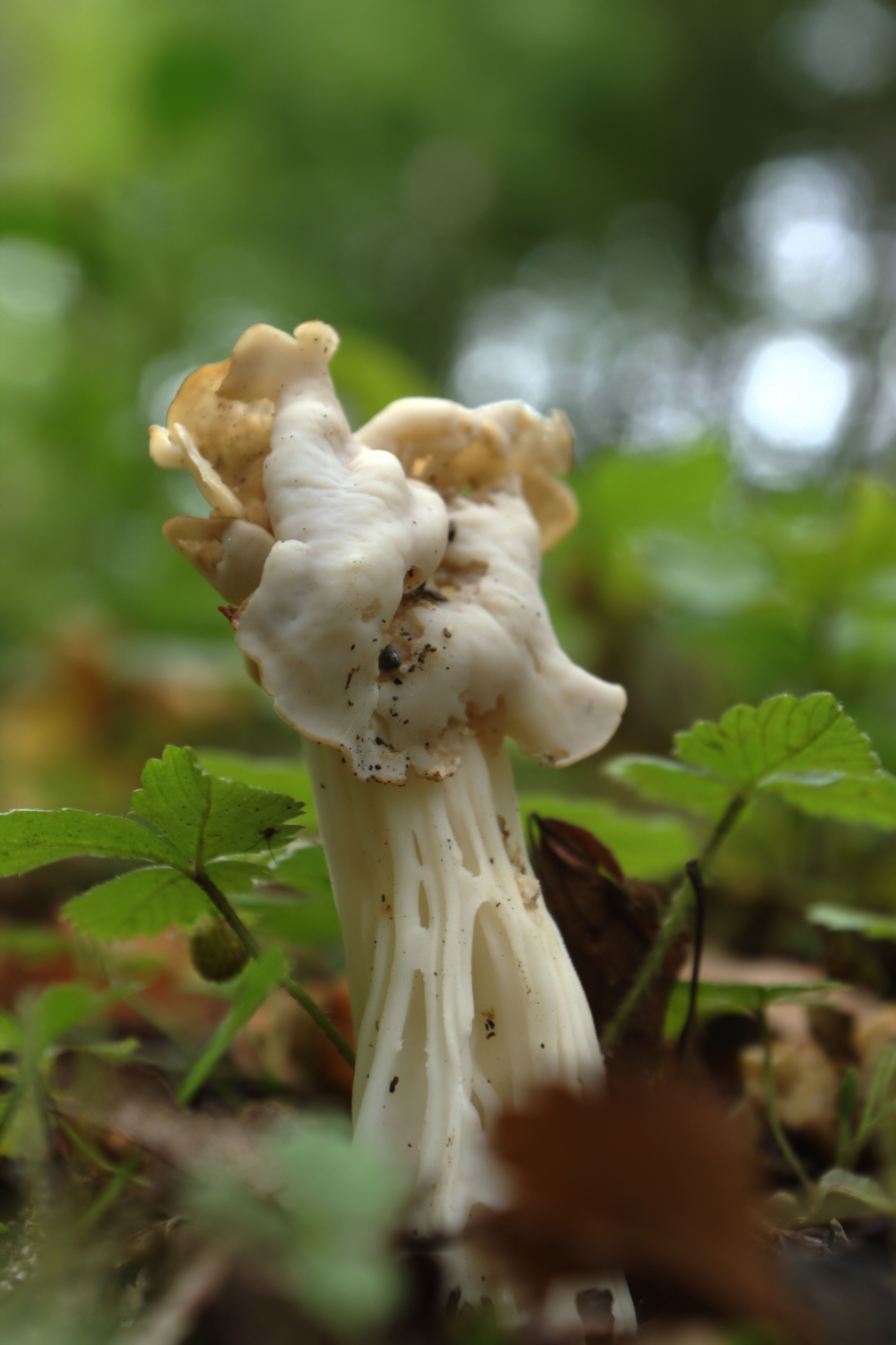
Helvella pityophila
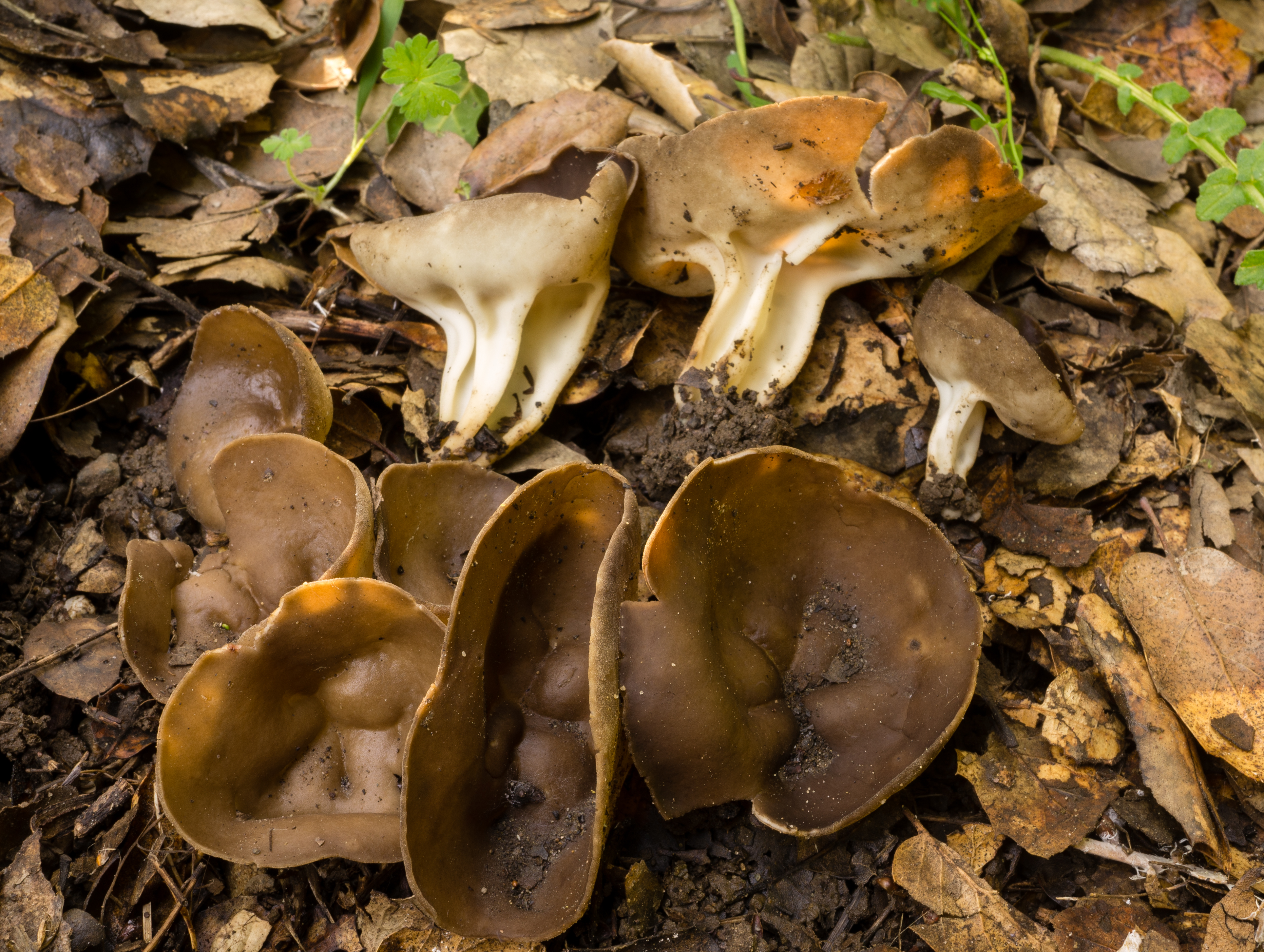
Helvella solitaria
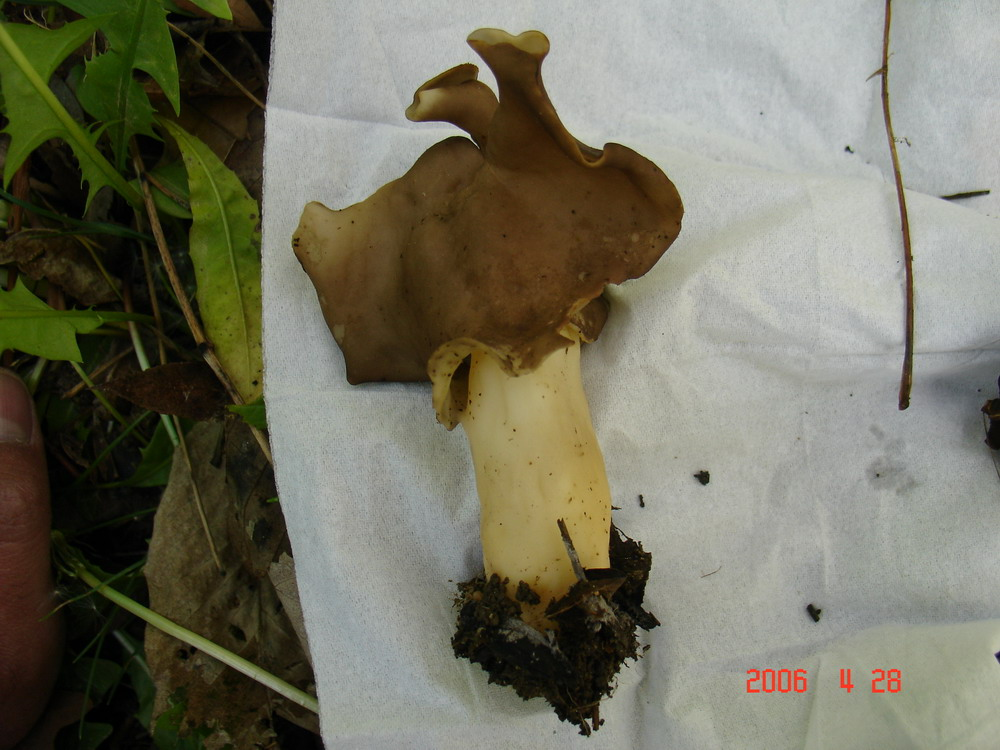
Helvella spadicea

## Valorificare
Această ciupercă a fost și este văzută gustoasă și comestibilă de aproape toți autori de cărți micologice de prestigiu (numai Laux o declară necomestibilă datorită aparenței rare al buretelui în pârți ale Germaniei). Farmacologa, toxicologa și micologa germană Ruth Seeger, fostă profesoară la Universitatea din Würzburg, a declarat, că această ciupercă este absolut neotrăvitoare (ca și Helvella crispa) și profesorul dr. Siegmar Berndt, medic, toxicolog al Deutsche Gesellschaft für Mykologie (Societatea micologică germană) precum director emeritat al clinici neurologice Vinzenzkrankenhaus din Paderborn a scris, citat (extras): „Spre deosebire de Gyromitra esculenta … în Gyromitra infula s-au găsit doar urme de Mono-metil-hidrazină (MMH), astfel poate fi consumată în cantități obișnuite fără îndoială.” Chiar după ce nu a fost dovedit un conținut de giromitrină, există pagini germane și elvețiene în internet care încearcă să provoace histerie. Poate se face o confuzie cu ciuperca tare otrăvitoare și foarte asemănătoare Gyromitra ambigua.
Trebuie menționat, că mitra episcopului nu poate fi mâncată crud (ca și toate soiurile ale genului Morchella, pentru că conține toxina sus numită care însă se dizolvă în timpul tratamentului termic sau la uscat. De asemenea, consumat în porții mari, poate cauza reacții neplăcute la persoane sensibile sau copii, pentru că buretele este cam greu de digerat și în cazul unei fierberi prea scurte ar putea să rămână resturi ale toxinei în mâncare. Ciuperca trebuie să fie curățată grijuliu. Potrivit pentru consum sunt numai exemplare tinere.
Ciuperca poate fi preparată ca Zbârciogul galben, dar de asemenea murată.

## Bibiliografie
- Marcel Bon: “Pareys Buch der Pilze”, Editura Kosmos, Halberstadt 2012, ISBN 978-3-440-13447-4
- Bruno Cetto, vol. 1-3, 4, 7 (vezi sus)
- Rose Marie și Sabine Maria Dähncke: „700 Pilze in Farbfotos”, Editura AT Verlag, Aarau - Stuttgart 1979 și 1980, ISBN 3-85502-0450
- Rose Marie și Sabine Maria Dähncke: „Pilze”, Editura Silva, Zürich 1986
- Jean-Louis Lamaison & Jean-Marie Polese: „Der große Pilzatlas“, Editura Tandem Verlag GmbH, Potsdam 2012, ISBN 978-3-8427-0483-1
- J. E. și M. Lange: „BLV Bestimmungsbuch - Pilze”, Editura BLV Verlagsgesellschaft, München, Berna Viena 1977, ISBN 3-405-11568-2
- Hans E. Laux: „Der große Pilzführer, Editura Kosmos, Halberstadt 2001, p. 180-181, ISBN 978-3-440-14530-2
- Meinhard Michael Moser: „Kleine Kryptogamenflora der Pilze - Partea a.: „ Höhere Phycomyceten und Ascomyceten”. Partea b: „Kleine Kryptogamenflora de Helmut Gams” Editura G. Fischer, Jena 1950